# Louise Attaque
Louise Attaque és un grup de rock francès format l'any 1994, originari de París. El primer àlbum, Louise Attaque, va sortir a la venda a l'abril del 1997, del qual se'n van vendre 2,8 milions de còpies. El grup està format per Gaëtan Roussel (vocalista i guitarra), Robin Feix (baix), Arnaud Samuel (violí, guitarra elèctrica) i Alexandre Margraff (bateria).
Inicialment, el grup estava format pel Gaëtan i en Robin, que es van conèixer a l'institut de Montargis. Ben aviat, l'Alexandre se'ls va unir amb la seva bateria per formar part del grup Caravage (en homenatge al pintor italià Caravaggio), amb en David Antoniw a la guitarra principal. L'èxit no és pas immediat: la cinta enregistrada al soterrani de l'Alexandre ven 8 exemplars, dels quals 6 a la familia. Durant quatre anys, van omplir sales de festes, bars i altres llars rurals. Però en David els abandona, canviant la seva guitarra per una taula de mescles.